# Kovnirivșciîna, Hlobîne
Kovnirivșciîna (în ucraineană Ковнірівщина) este un sat în comuna Ivanove Selîșce din raionul Hlobîne, regiunea Poltava, Ucraina.

## Demografie
Componența lingvistică a localității Kovnirivșciîna
     Ucraineană (100%)
Conform recensământului din 2001, toată populația localității Kovnirivșciîna era vorbitoare de ucraineană (100%).